# Takuto Hayashi
Takuto Hayashi (jap. 林 卓人 Hayashi Takuto; ur. 9 sierpnia 1982) – japoński piłkarz występujący na pozycji bramkarza. Obecnie występuje w Sanfrecce Hiroszima.

## Kariera klubowa
Od 2001 roku występował w klubach Sanfrecce Hiroszima, Consadole Sapporo i Vegalta Sendai.